# Roustabout (album)
Roustabout è il 16° album in studio di Elvis Presley, pubblicato nel 1964 negli Stati Uniti, contenente la colonna sonora del film Il cantante del luna park, da lui interpretato.

## Produzione
Le sedute di registrazione ebbero luogo presso lo studio Radio Recorders a Hollywood il 2 e 3 marzo, e il 29 aprile 1964. Presley e il suo gruppo di musicisti di studio, registrarono undici canzoni per l'album della colonna sonora, dando vita ad un disco dalla durata di una ventina di minuti  ma che fu molto ben accolto dal pubblico che portò l'LP al primo posto della classifica di Billboard in America.
Due degli autori abituali di Elvis, Otis Blackwell e Winfield Scott avevano scritto una canzone appositamente come title track per il film, I'm A Roustabout, registrata il 3 marzo, ma la videro scartata in favore di un altro brano opera di altri autori. La registrazione di I'm A Roustabout rispuntò fuori quarant'anni dopo per essere pubblicata nella compilation 2nd to None del 2003.

## Accoglienza
Il disco raggiunse la prima posizione della classifica Top Pop Albums negli Stati Uniti, e venne certificato disco d'oro dalla RIAA.

## Tracce

### Lato 1
| Traccia | Registrazione | Titolo                 | Autore                                    | Durata |
| ------- | ------------- | ---------------------- | ----------------------------------------- | ------ |
| 1.      | 4/29/64       | Roustabout             | Bernie Baum, Bill Giant, Florence Kaye    | 1:56   |
| 2.      | 3/2/64        | Little Egypt           | Jerry Leiber e Mike Stoller               | 2:15   |
| 3.      | 3/2/64        | Poison Ivy League      | Bernie Baum, Bill Giant, Florence Kaye    | 2:02   |
| 4.      | 3/2/64        | Hard Knocks            | Joy Byers                                 | 1:42   |
| 5.      | 3/2/64        | It's a Wonderful World | Sid Tepper e Roy C. Bennett               | 1:48   |
| 6.      | 3/3/64        | Big Love Big Heartache | Dolores Fuller, Lee Morris, Sonny Hendrix | 1:57   |

### Lato 2
| Traccia | Registrazione | Titolo                                 | Autore                                 | Durata |
| ------- | ------------- | -------------------------------------- | -------------------------------------- | ------ |
| 1.      | 3/3/64        | One Track Heart                        | Bernie Baum, Bill Giant, Florence Kaye | 2:15   |
| 2.      | 3/3/64        | It's Carnival Time                     | Ben Weisman e Sid Wayne                | 1:32   |
| 3.      | 3/3/64        | Carny Town                             | Fred Wise e Randy Starr                | 1:19   |
| 4.      | 3/3/64        | There's a Brand New Day on the Horizon | Joy Byers                              | 2:00   |
| 5.      | 3/3/64        | Wheels on My Heels                     | Sid Tepper e Roy C. Bennett            | 1:19   |

### Ristampa in CD del 2017
1. Roustabout - 2:01
2. Little Egypt - 2:21
3. Poison Ivy League - 2:05
4. Hard Knocks - 1:45
5. It's A Wonderful World - 1:51
6. Big Love Big Heartache - 2:03
7. One Track Heart - 2:18
8. It's Carnival Time - 1:36
9. Carny Town - 1:13
10. There's A Brand New Day On The Horizon - 2:03
11. Wheels On My Heels - 1:25
12. I'm A Roustabout (take 10/M) - 2:13
13. Little Egypt (AO take 15/M, record version) - 2:33
14. Little Egypt (revised, AO take 21, part used for movie version) - 2:52
15. Poison Ivy League (BO take 7/M) - 2:19
16. Hard Knocks (CO take 11/M, record version) - 1:53
17. Hard Knocks (COV take 4, movie version) - 1:55
18. Its A Wonderful World (DO take 13/M) - 2:07
19. Its A Wonderful World (DO take 17, instrumental) - 2:02
20. Big Love Big Heartache (EO take 17/M) - 2:17
21. One Track Heart (FO take 5/M) - 2:26
22. It's Carnival Time (HO take 2/HOV take 9/M, record version) - 1:50
23. It's Carnival Time (HO take 2/HOV take 12, movie version) - 1:45
24. Carny Town (JO take 9/M) - 1:29
25. There's A Brand New Day On The Horizon (KO take 5/M) - 2:13
26. Wheels On My Heels (LO take 7/M) - 1:28
27. Roustabout (NOV takes 1-5*, 6) - 7:21
28. Roustabout (NOV takes 7*, 8) - 3:00
29. Roustabout (NOV take 9, movie version) - 2:14
30. Roustabout (NOV takes 10-12) - 4:47
31. Roustabout (NOV take 13) - 2:10
32. Roustabout (NOV takes 14-16) - 2:58
33. Roustabout (NOV take 17/M, record version) - 2:15

## Formazione
- Elvis Presley - voce
- The Jordanaires - cori
- The Mello Men - coro in Roustabout
- Boots Randolph - sassofono
- Scotty Moore, Tiny Timbrell, Billy Strange, Barney Kessel - chitarra elettrica
- Floyd Cramer, Dudley Brooks - pianoforte
- Bob Moore, Ray Siegel - basso
- D. J. Fontana, Buddy Harman, Hal Blaine, Bernie Mattinson - batteria